# Epsach
Epsach is een gemeente en plaats in het Zwitserse kanton Bern, en maakt deel uit van het district Seeland.
Epsach telt 324 inwoners.